# Kaj Ramsteijn
Kaj Ramsteijn est un footballeur néerlandais, né le 17 janvier 1990 à Zoetermeer. Il évolue comme stoppeur.

## Biographie
Kaj Ramsteijn a commencé à l'âge de 10 dans l'académie des jeunes Feyenoord à venir sur de DWO Zoetermeer. En tant que défenseur central, il fait face à beaucoup de concurrence dans la première équipe de Feyenoord. Mi juin 2010, il a transféré à SBV Excelsior. Il a signé un contrat de 2 ans qui lui permettra de rester au SBV Excelsior jusqu'à l'été 2012. Il a fait ses débuts professionnels le 22 septembre 2010 dans un match contre WKE Emmen. Ses débuts dans le 11 de départ était le 24 octobre 2010 face à l'Ajax. Ramsteijn fait son premier but dans un match contre Willem II le 27 novembre 2010. Le match s'est terminé par un match nul 1-1. Après sa première saison au niveau professionnel, Ramsteijn a été récompensé pour sa bonne saison avec un transfert à son ancien club de Feyenoord, qui a conclu un accord de partenariat étendu avec Excelsior, avec ses coéquipiers Guyon Fernandez et Miquel Nelom.En 2013, il a été embauché par le Sparta Rotterdam et un an avant la signature d'un contrat de 2 ans avec Feyenoord.

## Palmarès
Vierge